# Mad Men
Mad Men är en amerikansk TV-serie som hade premiär 2007, skapad av Matthew Weiner. Efter sju säsonger sändes det 92:a och sista avsnittet 17 maj 2015. Serien har vunnit tretton Emmy- och fyra Golden Globe-utmärkelser. Serien utspelar sig i 1960-talets amerikanska reklamvärld på Madison Avenue i New York. Titeln kommer från verklighetens reklamare på Madison Avenue som kallades Mad Men.
Serien består av sju säsonger, där den sista innehåller 14 avsnitt uppdelat i två delar. I Sverige har serien sänts på Kanal 5 och Kanal 9.

## Produktion
Matthew Weiner skrev 2000 ett första utkast för vad som senare blev Mad Men varpå han värvades av David Chase som manusförfattare för Sopranos. Weiner lade manuset åt sidan och HBO visade inget intresse för det. Samtidigt som Sopranos lades ned letade kabelbolaget AMC efter ett nytt program, bolagets första egna TV-serie. Ett pilotavsnitt spelades in i Silvercup Studios och på olika platser i New York. Senare har man spelat i Los Angeles Center Studios.
Ett stort researcharbete lades ner för att få detaljer som möbler och kläder korrekta och tidsenliga för 1960-talets New York. Varje avsnitt har en budget på 2-2,5 miljoner dollar. Det faktum att seriens karaktärer röker gjorde att man tog fram speciella nikotinfria varianter för att inte bryta mot lagen i Kalifornien och skada skådespelarnas hälsa. Weiner arbetade tillsammans med Phil Abraham samt Robert Shaw och Dan Bishop i att skapa seriens visuella design.
Seriens Emmy-belönade intro skapades av Imaginary Forces och anspelar på introt till Alfred Hitchcocks I sista minuten (1959) och affischen för Studie i brott av Saul Bass. Musiken är "A Beautiful Mine" av RJD2. I serien spelas tidstypisk musik som sammanställs av David Carbonara. Under säsong fem och avsnittet Lady Lazarus spelades Beatles "Tomorrow Never Knows", ett av få undantag från gruppens sida i att låta sin musik användas i en TV-serie. Kostnaden var också betydligt högre och musiken vävdes in som en del i handlingen när Drapers fru Megan ger honom albumet Revolver.

## Karaktärer

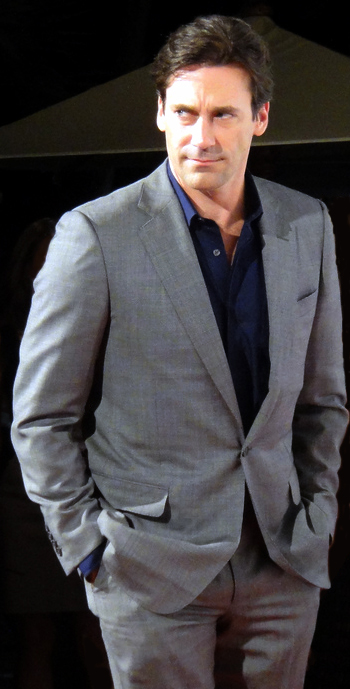
Jon Hamm spelar huvudkaraktären Don Draper.

### Huvudroller
- Don Draper (Jon Hamm): är creative director på Sterling Cooper och från säsong fyra på Sterling Cooper Draper Pryce där han även är delägare. Draper är seriens huvudkaraktär: en drickande, kedjerökande chef med ett dunkelt förflutet som lyckats inom reklambranschen. Han var tidigare gift med Elizabeth "Betty" Draper som han har tre barn med. Under säsong tre separerar de och han gifter senare om sig med Megan Calvet. Don Drapers riktiga namn är Richard "Dick" Whitman.[7] Hans liv är präglat av den tuffa uppväxten på en bondgård under depressionen och hans val att byta identitet med den riktiga Don Draper, hans befäl i Koreakriget som stupar varpå Richard Whitman byter ID-brickor och blir Don Draper.

- Peggy Olson (Elisabeth Moss): Peggy Olson avancerar från Drapers sekreterare till att bli copywriter med eget kontor. Hon lyfts upp av Draper som upptäcker hennes talang. Draper visar sällan sin uppskattning för hennes arbete men tar med henne till den nya byrån Sterling Cooper Draper Pryce. Där får hon mer eget utrymme att komma fram med sina egna idéer med Don Draper som pådrivare.

- Pete Campbell (Vincent Kartheiser): är ung och äregirig och kommer från en gammal New York-familj. Han blir delägare i SCDP men hans namn återfinns inte i firmans namn. Campbell konkurrerar i början med Ken Cosgrove och ogillar när han tvingas dela på posten som Head of Account med Cosgrove. I säsong fem flyttar han, frun Trudy och dottern Tammy ut till en förort men han känner sig alienerad efter att ha lämnat uppväxtens New York.

- Lane Pryce (Jared Harris): introducerades i säsong tre och blir en av huvudkaraktärerna från säsong fyra. En engelsman som är ekonomiskt ansvarig och som ansluter när Sterling Cooper blir uppköpt av ett brittiskt bolag. En strikt kassahållare som under sin första tid minskar utgifterna framgångsrikt. Han spelar sedan en avgörande roll i skapandet av Sterling Cooper Draper Pryce där han blir delägare. Pryce får under säsong fem ekonomiska bekymmer vilket leder fram till att han förfalskar Don Drapers namnteckning och förskingrar pengar. Efter att ha avslöjats och uppmanats att frivilligt gå av Draper begår Pryce självmord genom att hänga sig på kontoret.

- Bertram "Bert" Cooper (Robert Morse): är en av grundarna till Sterling Cooper och är en något excentrisk äldre delägare (senior partner). Den dagliga skötseln överlåter han åt Sterling och Draper. Han är fascinerad av japansk kultur och har en ranch i Montana.

- Betty Francis (tidigare Draper) (January Jones): Ex-fru till Don Draper och mamma till deras tre barn Sally, Bobby och Eugene Scott. Uppvuxen i Elkins Park utanför Philadelphia. Hon mötte Don Draper när hon arbetade som modell på Manhattan. Under sin tid som gifta åren 1952-1960 bodde de i Ossining, New York och Betty var hemmafru. Efterhand får hon reda på Don Drapers otrohet och de separerar. Efter en kort återförening skiljer sig Betty från Don och gifter sig senare med Henry Francis. Hon har en ofta ansträngd relation till sina barn, särskilt Sally.

- Joan Harris (född Holloway) (Christina Hendricks): är kontorschef och chef över sekreterarna vid Sterling Cooper. Under säsong två förlovar hon sig med Dr. Greg Harris som senare kräver att hon slutar på byrån. Hans misslyckande med att få jobb som kirurg gör att hon börjar arbeta som butiksbiträde. Hon anställs sedan igen när den nya byrån Sterling Cooper Draper Pryce grundas. Hennes man tar värvning och åker som läkare till Vietnam. Under hans frånvaro blir Joan gravid men det är Roger Sterling som är far, något som Greg Harris är omedveten om. När Harris kommer hem framkommer att han tackat ja till att åka tillbaka till Vietnam vilket leder till konflikt och skilsmässa. Joan Harris blir i slutet av säsong fem delägare i SCDP.

- Roger Sterling (John Slattery): är en av de två ägare till Sterling Cooper och tidigare mentor till Don Draper. Sterlings far grundade byrån tillsammans med Bertram Cooper. Han är en veteran från andra världskriget och en ökänd kvinnojägare. Han hade tidigare under en lång period en affär med Joan och är far till hennes son Kevin. Hans stora bidrag är Lucky Strike-kontot som har en stor andel i byråns omsättning. Det är ett svårt slag när Lucky Strike väljer att sluta som kund.

### Biroller
- Kenneth "Ken" Cosgrove (Aaron Staton): är ung account executive som utanför arbetet försöker slå igenom som författare och har fått science fiction-berättelser publicerade. Under säsong tre blir han utnämnd till Account Director tillsammans med Campbell. Senare blir han vald för Campbell till posten som Senior Vice President of Account Services. Cosgrove står med sitt lätta sätt i kontrast till den äregirige Campbell. Efter en period på McCann Erickson återkommer Cosgrove på SCDP.

- Harold "Harry" Crane (Rich Sommer): Cranes stora bidrag är skapandet av en avdelning för TV på Sterling Cooper. Crane har gått på University of Wisconsin, till skillnad från många kollegor som gått på Ivy League-skolorna. Till en början är han en trogen make men har senare flera affärer och blir en gång utsparkad från hemmet av frun Jennifer.

- Sally Beth Draper (Kiernan Shipka): dotter till Don Draper och Betty Francis. Hon får en större roll i seriens senare säsonger. När föräldrarna skiljer sig anklagar hon Betty för att ha tvingat bort Don och Don för att svika sitt löfte om att alltid finnas där. Hon får senare en bra relation med Megan Draper. Relationen till mamma Betty är ofta ansträngd. Under en period skickas hon till en terapeut.[8]

- Megan Draper (född Calvet) (Jessica Paré): kommer in i serien som ny sekreterare till Don Draper och blir senare copywriter på SCDP.[9] Hon lämnar byrån för att satsa på en karriär som skådespelare. Hon är från Montréal och talar franska med föräldrarna. Hennes framträdande med låten "Zou Bisou Bisou" på Dons 40-årsfest har getts ut.

## Handling
Handlingen kretsar runt reklambyrån Sterling Cooper (säsong 1–3) sedermera Sterling Cooper Draper Pryce (från och med säsong 4) på Madison Avenue i New York. Serien handlar om relationerna mellan medarbetare och chefer, deras yrkes- och privatliv och de uppdrag de har och strävar efter. Den återspeglar 1960-talets reklamvärld och har tagit inspiration från verkliga byråer och reklamare under en period som kallats Den kreativa revolutionen (Creative Revolution) med namn som David Ogilvy, William Bernbach och Mary Wells.
Bland annat reklamkampanjer skapade av Draper Daniels (kreativ chef på Leo Burnett under 1950-talet) och Rosser Reeves har gett inspiration till Don Drapers framgångar inom reklam. När serien går framåt genom 1960-talet handlar den om samhällets förändring och hur det återspeglar sig i karaktärerna och samhället de omgärdas av. Huvudperson i serien är Don Draper som är creative director på Sterling Cooper och sedan en av grundarna i Sterling Cooper Draper Pryce.

### Säsong 1
Serien börjar i mars 1960 då Don Draper möter sin nya sekreterare Peggy Olson i avsnittet "Smoke Gets in Your Eyes" där ett viktigt möte med kunden Lucky Strike upptar Don Draper som måste komma på en reklamstrategi. Han möter även Rachel Menken från varuhuset Menken och de inleder senare en romans. Peggy möts direkt av en sexistisk jargong från de manliga kollegorna, bland annat från Pete Campbell som tillrättavisas av Don. Det första avsnittet avslutas med att Don Draper kommer hem till frun Betty och barnen Sally och Bobby. Tillbakablickar under säsongen ger en inblick i Don Drapers barndom som Dick Whitman under den stora depressionen under 1930-talet och hans tjänstgöring i Koreakriget. Freddy Rumsen upptäcker Peggys talang som copywriter och hon avancerar. Peggy blir samtidigt gravid men väljer att lämna bort barnet och ingen på byrån förutom Don känner till det. Pete Campbell är far till barnet men känner inte till det. Den första säsongen slutar vid Thanksgiving 1960. Bland företagets kampanjer märks arbetet med Richard Nixons presidentkampanj.

### Säsong 2
Säsong två startar på alla hjärtans dag 1962, 15 månader efter den första säsongens slut. Sterling Cooper strävar nu efter att hänga med i tiden och anställa nya unga talanger, "Pepsi Generation". Don Draper blir utsparkad från hemmet av sin fru Betty sedan hans otrohet med Bobbie Barrett, en klients fru, kommit fram. Don åker till Kalifornien och träffar Anna Draper, fru till den riktiga Don Draper. När han återvänder till New York startar Kubakrisen samtidigt som Sterling Cooper köpts upp av den brittiska byrån Putnam, Powell, and Lowe.

### Säsong 3
Ett halvår efter Kubakrisen är Don med när Betty föder parets tredje barn. Samtidigt ges en återblick på hans egen födelse, hur hans far möter hans mor som är prostituerad och hennes död i samband med att han föds och när han förs till Whitmans hem. Don och Sal åker tillsammans på affärsresa till Baltimore. Don är otrogen med en flygvärdinna och Sal träffar en ung man som jobbar som piccolo på hotellet, något som Don upptäcker. Pete Campbell delar till sin förtret posten som Head of Accounts med Ken Cosgrove. Vid en fest som arrangeras av Roger och hans nya fru Jane träffar Betty för första gången Henry Francis. Bettys senila far Gene flyttar in i familjen. Betty konfronterar Don om hans bakgrund sedan hon letat fram foton och dokument som visar hans familj och Anna Draper. Betty Draper begär senare skilsmässa.

### Säsong 4
Säsong fyra börjar i november 1964 på den nya byrån Sterling Cooper Draper Pryce. I centrum står Don Drapers personliga kris i kölvattnet efter skilsmässan då han lever ensam i en lägenhet i New York. Draper dricker och går till prostituerade och hans liv faller allt mer samman. Relationen med Betty fungerar inte och hon gör det svårt för honom att träffa barnen. Peggy får nya vänner i Joyce som är fotoassistent på Life Magazine och lesbisk samt Abe, en journalist som blir hennes pojkvän. Efter att Anna Draper avlidit i cancer minskar Don sitt drickade och börjar träna mer och börjar dejta Faye Miller, en konsult på SCDP. I oktober 1965 åker Don på en resa till Kalifornien med barnen och sin sekreterare Megan. Don bestämmer sig för att fria till Megan och lämnar samtidigt Faye Miller.

### Säsong 5
Säsong fem startar på Memorial Day 30 maj 1966. Don Draper lever nu tillsammans med sin nya fru Megan i en våning i New York. Megan arbetar som copywriter på SCDP men finner reklamvärlden cynisk och lämnar den senare för att försöka ta sig fram som skådespelare. Don Draper tappar fokus på arbetet och istället är det Michael Ginsberg, en ung reklamtalang som anställs, som står för de nya spännande koncepten. Ginsberg berättar för Peggy om sin bakgrund: född i ett koncentrationsläger där hans föräldrar mördades och sedan på ett barnhem innan hans farbror hittade honom. Under säsong fems senare del jagar SCDP ett kontrakt med biltillverkaren Jaguar vilket skulle höja byråns status. Lane Pryces skulder gör att han förskingrar firmans pengar. Han upptäcks av Bert och Don varpå Don säger att Lane måste säga upp sig. Lane Pryce begår självmord genom att hänga sig på kontoret sedan han skrivit en avskedsansökan.

### Säsong 6
I samband med börsintroduceringen av Sterling Cooper Draper Pryce gör Don och Pete sig skyldiga till att bolaget förlorar två stora kunder. Det krävs snabba åtgärder för att de ska få en ny stor kund och Roger verkar ha ännu en ny kund på kroken som de nu måste få att välja byrån. Nyheten om att Martin Luther King har mördats påverkar uppenbarligen inte den iskalla Peggy, som är fast besluten om att främja sin karriär. Joan har problem med sekreterarna och Don fortsätter sin affär med Sylvia, vilket orsakar allvarliga konsekvenser för honom.

### Säsong 7, del 1
Don bestämmer sig för att åka till Los Angeles för att få återse Megan när han är ledig från byrån. Peggy stöter på den nya direktören och Roger har familjeproblem. Medan alla på kontoret pratar om månlandningen börjar Don inse att maktkampen mellan Sterling och Cutler kan få konsekvenser för hans framtid.

### Säsong 7, del 2
Don är tillbaka på kontoret och får i samarbete med Peggy uppdrag att göra en stor kampanj för Burger Chef, men Don distraheras av att han möter en mycket attraktiv servitris. Megan åker till New York för att hämta sina ägodelar, medan Don inleder en relation med sin nya bekantskap. Företaget går mot nya tider, och Peggy måste avgöra om hon vill följa med eller om hon ska bryta ny mark och acceptera ett jobb någon annanstans. Don avviker från kontoret genom en resa som slutar i Kalifornien, där han har tid att reflektera över framtiden.

## Om serien
Serien skildrar USA under 60-talet med dåtida främlingsfientlighet, homofobi, sexism och rasism men även alkoholism och rökning. Serien speglar de förändringar som skedde i det amerikanska samhället under samma tid och markerar skillnader gentemot idag. I delar av serier ges hintar om kommande utveckling. Seriens underton knyter även an till alienation, social rörlighet och hänsynslöshet. I serien kan man notera sexismen på arbetsplatsen, den tydliga uppdelningen mellan manliga chefer och kvinnliga sekreterare och en långsam och blygsam förändring av situationen. I säsong fem anställs för första gången en afro-amerikansk sekreterare, att jämföra med de första säsongerna då de enda afro-amerikanska personerna är de som sköter hissarna. De sociala förändringarna markeras på fler sätt: Peggy Olsen blir sambo i stället för att gifta sig. Don Drapers yngre fru Megan introducerar honom till den nya tidens musik.

## Rollista

### Huvudroller
| Jon Hamm            | – Don Draper           |
| Elisabeth Moss      | – Peggy Olson          |
| Vincent Kartheiser  | – Pete Campbell        |
| January Jones       | – Betty Draper/Francis |
| Christina Hendricks | – Joan Holloway/Harris |
| John Slattery       | – Roger Sterling       |
| Jared Harris        | – Lane Pryce           |

### Biroller
| Aaron Staton                        | – Kenneth "Ken" Cosgrove |
| Rich Sommer                         | – Harry Crane            |
| Kiernan Shipka                      | – Sally Draper           |
| Jared Gilmore och Mason Vale Cotton | – Bobby Draper           |
| Jessica Paré                        | – Megan Calvet/Draper    |
| Robert Morse                        | – Bertram Cooper         |
| Michael Gladis                      | – Paul Kinsey            |
| Bryan Batt                          | – Salvatore "Sal" Romano |
| Mark Moses                          | – Herman "Duck" Phillips |
| Christopher Stanley                 | – Henry Francis          |
| Alison Brie                         | – Trudy Campbell         |
| Jay R. Ferguson                     | – Stan Rizzo             |
| Joel Murray                         | – Freddy Rumsen          |
| Ben Feldman                         | – Michael Ginsberg       |

### Övriga roller
| Alexa Alemanni        | – Allison                        |
| Matt Long             | – Joey Baird                     |
| Melinda McGraw        | – Bobbie Barrett                 |
| Patrick Fischler      | – Jimmy Barrett                  |
| James Wolk            | – Bob Benson                     |
| Marten Weiner         | – Glen Bishop                    |
| Darby Stanchfield     | – Helen Bishop                   |
| Randee Heller         | – Ida Blankenship                |
| Christopher Allport   | – Andrew Campbell                |
| Channing Chase        | – Dorothy "Dot" Dyckman Campbell |
| Deborah Lacey         | – Carla                          |
| Teyonah Parris        | – Dawn Chambers                  |
| Kevin Rahm            | – Ted Chaough                    |
| Naturi Naughton       | – Toni Charles                   |
| Larisa Oleynik        | – Cynthia Cosgrove               |
| Laura Regan           | – Jennifer Crane                 |
| Harry Hamlin          | – Jim Cutler                     |
| Rosemarie DeWitt      | – Midge Daniels                  |
| Alexis Bledel         | – Beth Dawes                     |
| Melinda Page Hamilton | – Anna Draper                    |
| Charlie Hofheimer     | – Abe Drexler                    |
| Abigail Spencer       | – Suzanne Farrell                |
| John Cullum           | – Lee Garner Sr.                 |
| Darren Pettie         | – Lee Garner Jr.                 |
| Colin Hanks           | – Father Gill                    |
| Anne Dudek            | – Francine Hanson                |
| Sam Page              | – Greg Harris                    |
| Ryan Cutrona          | – Gene Hofstadt                  |
| Eric Ladin            | – William Hofstadt               |
| Megan Henning         | – Judy Hofstad                   |

| Christine Estabrook     | – Gail Holloway       |
| Ryan Cartwright         | – John Hooker         |
| Maggie Siff             | – Rachel Menken       |
| Cara Buono              | – Faye Miller         |
| Myra Turley             | – Katherine Olson     |
| Audrey Wasilewski       | – Anita Olson Respola |
| Nora Zehetner           | – Phoebe              |
| Charles Shaughnessy     | – St. John Powell     |
| Embeth Davidtz          | – Rebecca Pryce       |
| William Morgan Sheppard | – Robert Pryce        |
| Zosia Mamet             | – Joyce Ramsay        |
| Brian Markinson         | – Dr Al Rosen         |
| Linda Cardellini        | – Sylvia Rosen        |
| Crista Flanagan         | – Lois Sadler         |
| Danny Strong            | – Danny Siegel        |
| Patrick Cavanaugh       | – "Smitty" Smith      |
| Edin Gali               | – Kurt Smith          |
| Peyton List             | – Jane Siegel         |
| Talia Balsam            | – Mona Sterling       |
| Anna Camp               | – Bethany Van Nuys    |
| Andy Umberger           | – Arnold Wayne        |
| Jay Paulson             | – Adam Whitman        |

## Produktplacering
Mad Men har integrerat produktplacering i handlingen. Bland annat ses detta under säsong två då Heineken är en klient som vill bli mer känd hos amerikanska konsumenter. Heineken betalade för att vara med som kund. I serien nämns flera firmor som kunder eller önskade kunder som till exempel Utz potato chips, Maidenform, Gillette, American Airlines och Clearasil. Seriens skapare Matthew Weiner påpekade 2010 att produktplaceringen inte alls är så omfattande som många tror utan att handlingen på en reklambyrå gör att flera produkter nämns av den anledningen utan att man får ersättning.
I serien nämns även verkliga reklambyråer och företag som konkurrenter och deras reklamkampanjer, som DDB med William Bernbachs kampanjer Think Small och Lemon för Volkswagen och kontot för Lucky Strike förloras till BBDO.